# Coenosia fascigera
Coenosia fascigera är en tvåvingeart som beskrevs av Stein 1918. Coenosia fascigera ingår i släktet Coenosia och familjen husflugor. Inga underarter finns listade i Catalogue of Life.